# Great Pretender
Great Pretender (jap.: グレートプリテンダー) ist eine Animeserie aus dem Jahr 2020, die bei Wit Studio nach einem Drehbuch von Ryōta Kosawa und unter der Regie von Hiro Kaburagi entstand. Zur im Auftrag von Netflix produzierten Serie wurde auch ein Manga herausgegeben. Die Geschichte um eine Gruppe von Hochstaplern wurde in mehrere Sprachen, darunter auch ins Deutsche, übertragen. 2024 folgte eine Fortsetzung unter dem Titel Great Pretender: Razbliuto.

## Handlung
Der Japaner Makoto Edamura (枝村真人) schlägt sich mit kleinen Betrügereien durch, um die Krankenhausrechnungen seiner Mutter zu bezahlen. Er war bereits im Gefängnis, nachdem er ohne sein Wissen für ein betrügerisches Unternehmen gearbeitet hat. Durch diese Bürde und zusätzlich die Last seines Vaters, der wegen Kinderhandels verurteilt wurde, bekam er keine Arbeit mehr und sah keine andere Möglichkeit, als selbst kriminell zu werden. Bei einem Betrug kommt er jedoch an Laurent Thierry, der ihn selbst austrickst und schließlich nach Los Angeles lockt. Dort soll Edamura – von Laurent nur Edamame genannt – ihm bei seinem großangelegten Betrug helfen. Er wird von Laurent eingewiesen und gemeinsam betrügen sie den Regisseur Eddie Cassano, der in Drogenhandel verwickelt ist. Sie gaukeln ihm vor, eine neue Droge herstellen zu können, und machen sich mit dem dafür erhaltenen Geld davon, während sie Cassano an die Polizei verraten. Bei Cassanos Leibwächter Salazar, der Edamura überwacht und der aufopfernd seinen Sohn allein erzieht, zeigt der Japaner sein gutes Herz und hilft ihm, gut aus der Sache herauszukommen. Dafür kommt Edamura am Ende jedoch selbst ins Gefängnis.
Zwei Jahre später ist Edamura wieder frei und sucht sich eine ehrliche Arbeit. Die findet er bei einem Flugzeugmechaniker. Es macht ihm Spaß und er hat Erfolg, aber dann trifft er eines Tages wieder auf Laurent. Der war es, der ihm die Arbeit vermittelt hat, um Edamura auf den nächsten großen Plan vorzubereiten. Sie machen bei einem Luftrennen in Singapur mit, um ein Brüderpaar arabischer Prinzen auszunehmen. Edamura heuert bei ihnen als Mechaniker an und gewinnt ihr Vertrauen, während die bereits in Los Angeles involvierte Abigail Jones als Konkurrenz den fliegenden Prinzen Clark Ibrahim reizen soll. Jones ist eine taffe junge Frau, die im Krieg aufgewachsen ist, und kann den Prinzen übertrumpfen. Der andere, raffgierige Prinz Sam Ibrahim erfreut sich an Wetten auf die Ergebnisse der Rennen, bei denen Laurent mitbietet. Und Sam manipuliert die Rennen – ohne Wissen seines Bruders. Schließlich trickst die Gruppe beide aus und macht sich mit dem Wettgewinn davon. Clark ist nicht unglücklich darüber, da es ihm zuwider war, die Rennen nur durch Absprachen zu gewinnen.
Nun will Edamura endgültig aus den Betrügereien aussteigen. Auf der Suche nach Arbeit reist er um die Welt und nimmt allerlei kleine Jobs an. Schließlich landet er in Frankreich. Dort hilft er den Besitzern eines kleinen Cafés, indem er für eines ihrer Gemälde einen unerwartet hohen Preis bei einem Kunsthändler heraushandelt. Dabei helfen ihm Abigail und Cynthia Moore. Cynthia, eine gutaussehende Frau, kennt er ebenfalls von den Aktionen Laurents. Doch nachdem der Verkauf gelungen ist, stellt sich der Käufer als James Coleman heraus, ein weltweit berühmter Kunsthändler und Auktionator. Und das Bild ist viel mehr wert, als sie bekommen haben. Auch Cynthia hat den Auktionator wiedererkannt: Er hatte einst ihren damaligen Freund, einen jungen Maler, zum Anfertigen von Kopien eingesetzt und ihn später fallen lassen. Zusammen mit Laurent hecken sie einen Plan aus, das Bild und vor allem viel mehr Geld zurückzubekommen. Und erhält Cynthia die Gelegenheit, sich zu rächen. Dabei kommt es ihnen gelegen, dass Coleman eine reiche ältere Frau ausnutzt, um mit ihrem Geld Kunsthandel zu betreiben. Bei einer Auktion können sie ihn täuschen und schließlich das Bild gegen eine Fälschung austauschen.
Wieder zurück in Japan will Edamura ein neues Leben anfangen. Er bekommt die Chance, in einer Handelsfirma anzufangen, die sich an seiner kriminellen Vergangenheit nicht stört. Seine in der Zwischenzeit erworbenen Kenntnisse, vor allem Sprachen, sind dafür von Vorteil. Doch bald muss Edamura feststellen, dass er erneut in kriminelle Machenschaften verwickelt ist: Das Handelsunternehmen stellt sich als Mafiaorganisation Suzaku heraus, die Kinderhandel betreibt, an dem nun auch Edamura teilhat. Und wie er schon ahnt, steckt erneut Laurent dahinter, dass er hier gelandet ist. Mit Abigail als angebliche Prinzessin wollen sie die Organisation hereinlegen. Doch als sie nach Annahme des Geldes abhauen wollen, will Edamura auch die Kinder befreien und der Plan scheitert. In einem nächsten Anlauf wollen sie die Rivalität mit Suzakus Ableger in Shanghai ausnutzen. Bei deren Ankunft gibt es eine Überraschung: Edamuras Vater ist als deren Übersetzer dabei. Und er ist es, der den Betrug auffliegen lässt, obwohl er sich zuvor noch bei Edamura für sein Verhalten in der Vergangenheit entschuldigen wollte. Abigail, Cynthia und Edamura werden von Suzaku festgesetzt und die beiden Frauen auf hoher See erschossen. Edamura wird von Suzakus Vorsitzender geschätzt und erhält daher eine zweite Chance: Als Beweis seiner Treue erschießt er seinen Vater, ebenfalls auf dem Boot. Doch es dauert nicht lange, da kehrt Edamuras Vater zu ihm zurück. Die Erschießungen waren inszeniert und Teil eines Plans, Suzaku und die Shanghai-Gruppe gemeinsam zu überlisten. Edamura erfährt, dass Laurent bereits vor vielen Jahren als Betrüger unterwegs war. Nachdem seine Mutter durch einen Betrüger alles Geld verloren hatte, wollte er sich rächen und kam so in die Betrügergruppe um Dorothy, zu der auch Edamuras Vater gehörte. In Dorothy verliebte sich Laurent und beide wollten den Betrug aufgeben. Doch ihr letzter Coup ging schief und Dorothy wurde durch die Shanghai-Gruppe ermordet. Seither plant er gemeinsam mit den anderen seine Rache und hat sich dafür auch Edamura bedient und ihn als ihren Komplizen aufgebaut. Edamura willigt ein, auch wenn es ihm zuwider ist, schon wieder instrumentalisiert zu werden. Gemeinsam locken sie sowohl Suzaku als auch die Shanghai-Gruppe in eine Falle. Doch zusammen mit seinem Vater kann Edamura auch die anderen in der Bande ebenfalls überlisten und ihnen all die vergangenen Demütigungen heimzahlen. Schließlich erhalten die Menschenhändler ihre Strafe und Edamuras Vater kümmert sich von da an um die Kinder, die von ihnen entführt und nun befreit wurden. Edamura und auch die anderen der Bande wollen nun wirklich ein ehrliches Leben anfangen.

## Produktion und Veröffentlichung
Der Anime entstand im Auftrag von Netflix bei Wit Studio nach einem Drehbuch von Ryōta Kosawa und unter der Regie von Hiro Kaburagi. Das Charakterdesign entwarf Yoshiyuki Sadamoto und die künstlerische Leitung lag bei Yūsuke Takeda. Für den Ton war Shōji Hata verantwortlich und die Kameraführung übernahm Kazuto Izumita. Produzenten waren Jing Zhou Song, Maiko Okada, Masaya Saitō und Noriko Ozaki.
Im Juli 2019 wurde der Anime erstmals angekündigt. Die Online-Plattform Netflix veröffentlichte die 23 Folgen zuerst vom 2. Juni bis 21. September 2020 in der japanischen Fassung. Am 8. Juli 2020 begann die Ausstrahlung bei Fuji TV im japanischen Fernsehen. Am 20. August 2020 fand die internationale Premiere bei Netflix statt, darunter auch die deutsche Fassung.
2024 folgte der Serie eine Kurzserie mit vier Folgen, die online veröffentlicht wurde und die Geschichte der Fernsehserie einige Jahre später in Taiwan mit Dorothy in der Hauptrolle fortsetzt. Sie hat ihr Gedächtnis verloren, aber wird in die Machenschaften der Mafia verwickelt, sodass ihre Vergangenheit sie einholt. Regie führte Hiro Kaburagi, der zusammen mit Taku Kishimoto das Drehbuch schrieb. Für das Charakterdesign war Hirotaka Katō verantwortlich und für die künstlerische Leitung Yumiko Sudō und Yūsuke Takeda. Im Januar wurde die Produktion als Great Pretender: Razbliuto in amerikanischen Kinos gezeigt. Es folgte eine Ausstrahlung an vier Tagen von 23. Februar bis 15. März bei DMM TV in Japan. Ebenfalls am 23. Februar 2024 wurde sie als Film bei Crunchyroll veröffentlicht, mit Untertiteln sowie in Synchronisation in mehreren Sprachen, darunter Deutsch.

### Synchronisation
Die deutsche Synchronfassung entstand unter der Regie und nach einem Dialogbuch von Werner Böhnke bei Berliner Synchron.
| Rolle                    | Japanische Stimme (Seiyū) | Deutsche Stimme    |
| ------------------------ | ------------------------- | ------------------ |
| Makoto „Edamame“ Edamura | Chiaki Kobayashi          | Marcel Mann        |
| Laurent Thierry          | Junichi Suwabe            | Fabian Oscar Wien  |
| Cynthia Moore            | Mie Sonozaki              | Nadine Heidenreich |
| Abigail Jones            | Natsumi Fujiwara          | Laura Elßel        |
| Dorothy                  | Yuka Komatsu              |                    |

### Musik
Die Musik der Serie und der Fortsetzung komponierte Yutaka Yamada. Der Vorspann ist unterlegt mit dem Lied G.P. von Yutaka Yamada. Für den Abspann verwendete man The Great Pretender in der Fassung von Freddie Mercury. Während einzelner Folgen wurden außerdem folgende Lieder eingespielt:
- Brand New Bang von YVY ft. ra'z & Kid Gotti Born Rich (Folge 1)
- On the Move von YVY ft. ra'z, NVK & XMEAN (Folge 7)
- Our Love von YVY ft. Quincy (Folge 11)
- Someday von YVY feat. Emarie (Folge 12)
- The Carnival of the Animals von The Slovak Radio Symphony Orchestra (Folge 9)
- Through The Night von YVY ft. Max (Folge 17)
- Wanna Be Free von YVY ft. ra'z & Luke Zephyr (Folge 1)

## Manga
Zum Anime erschien bei Verlag Mag Garden eine Adaption als Manga, geschrieben von Ryota Kosawa und gezeichnet von Daichi Marui. Die Kapitel wurden zunächst vom 10. Juni bis 20. August 2020 im Magazin Magi Comi veröffentlicht. Danach folgte die Herausgabe in einem Sammelband. Bei Seven Seas Entertainment erschien eine englische Übersetzung.